# Karczownik górski
Karczownik górski, karczownik mniejszy (Arvicola monticola), ludności podkarpackiej znany jako nornica lub połch – gatunek gryzonia z podrodziny karczowników (Arvicolinae) w rodzinie chomikowatych.
Zasiedla głównie tereny górskie środkowej i południowej Europy, w tym południowej Polski.
W 2000 roku po kilkudziesięcioletniej przerwie ponownie oddzielony od karczownika ziemnowodnego (A. amphibius) jako odrębny gatunek. Ostatnie badania molekularne i morfologiczne sugerują jednak, że A. monticola to podgatunek lub synonim A. amphibius.
W odróżnieniu od niego jest nieco mniejszy, ma jaśniejsze i bardziej miękkie futerko, krótszy ogon, zredukowane zgrubienia na podeszwach łapek, górne siekacze mocno wysunięte do przodu i prowadzi ziemny, a nie ziemno-wodny tryb życia.

## Systematyka
Początkowo opisany jako gatunek, potem połączony z karczownikiem Arvicola terrestris (obecnie Arvicola amphibius) jako jego podgatunek A. t. scherman, w 2000 roku ponownie został uznany za odrębny gatunek (Arvicola scherman).
Niezależny status taksonomiczny kopalnych karczowników ze Szwajcarii został zademonstrowany pod koniec lat 90. XX wieku na podstawie markerów molekularnych. Szwajcarskie karczowniki zostały następnie połączone z kopalnymi korczownikami z różnych górskich części Europy, w tym Karpat, i taksonomicznie rozpoznane jako A. scherman. Nazwa ta jest jednak synonimem A. amphibius. Rekonstrukcje filogenetyczne wykazały, że kopalne karczowniki należą do dwóch odrębnych gatunków, a jednym z nich jest monticola.
Ostatnie badania molekularne i morfologiczne wspierają jednak pogląd, że A. monticola to podgatunek lub synonim A. amphibius (karczownika ziemnowodnego).

## Rozmieszczenie geograficzne
Karczownik górski (Arvicola monticola, wcześniej znany jako A. scherman) zasiedla głównie tereny górskie środkowej i południowej Europy, w tym południowej Polski. W Alpach francuskich spotykany jest nawet na wysokości 2400 m n.p.m.
Według źródeł krajowych z połowy XX wieku, gdzie jest najpierw opisywany jako A. scherman, potem jako A. terrestris scherman, występuje licznie w południowej Polsce, przede wszystkim na Podkarpaciu i w Pieninach. Natomiast klucz do oznaczania ssaków Polski pod redakcją Zdzisława Pucka z 1984 roku podaje, że Arvicola terrestris scherman jest spotykany w Sudetach Zachodnich i Wschodnich oraz na południowym skraju Górnego Śląska i Wyżyny Krakowsko-Wieluńskiej.
W Polsce, na mocy Rozporządzenia Ministra Środowiska z dnia 6 października 2014 r., a następnie 16 grudnia 2016 r. w sprawie ochrony gatunkowej zwierząt, osobniki tego gatunku znajdujące się poza terenem ogrodów, upraw ogrodniczych i szkółek leśnych są objęte częściową ochroną gatunkową.

## Środowisko
Karczownik górski (Arvicola monticola) w odróżnieniu od karczownika (Arvicola amphibius) prowadzi ziemny a nie ziemno-wodny tryb życia. Znany jest z tego, że chętnie zasiedla oddalone od zbiorników wodnych pola i sady.

## Morfologia i anatomia
Cechy różniące karczownika mniejszego (Arvicola monticola) od karczownika (Arvicola amphibius) to:
- nieco mniejsze rozmiary[17][2][9][10][11][13][18]
- jaśniejsze[9][10][11][18] i bardziej miękkie[2][13] futerko

Wierzch ciała u niego jest szarożółtawy lub kremowy, spód jaśniejszy, podczas gdy u karczownika ciemny (latem szarobrunatny, zimą czarnobrunatny) z jaśniejszymi bokami, a spód brudnoszary (czasem z żółtawym odcieniem). U tego drugiego zdarzają się nawet zupełnie czarne osobniki.
- krótszy ogon[9][10][11][18]
- zredukowane zgrubienia na podeszwach łapek[2][13]
- nieco odmienna budowa czaszki[9][10][11][18]
  - górne siekacze mocno wysunięte do przodu[2][13]
(silniej wysunięta ku przodowi szczęka górna[9][10])
  - kość międzyciemieniowa wąska i wydłużona[9][10]

Niektóre są zestawione w poniższej tabeli:
|                                                                 | Karczownik górski                                  | Karczownik                                         |
| --------------------------------------------------------------- | -------------------------------------------------- | -------------------------------------------------- |
| długość - ciała - ogona - stopy tylnej - kondylobazalna czaszki | (mniejszy) 113–170 mm 50–70 mm 25–26 mm 32-35,5 mm | (większy) 160–205 mm 90–135 mm 27–30 mm 35,5–40 mm |
| wierzch ciała                                                   | jasny, żółtawoszary                                | ciemny, czasem prawie czarny                       |
| ogon: połowa długości ciała                                     | nieco krótszy                                      | równy lub nieco dłuższy                            |